# 溴化苄
溴化苄（又稱苄基溴或α-溴代甲苯），分子式C6H5CH2Br或C7H7Br，是一種苯环被溴甲基取代的芳香化合物。它可通过甲苯在室温下发生溴化反应（二氧化锰为非均相催化剂）进行制备。溴化苄在有机合成中可以用于醇和羧酸基团的保护基。具有強烈的催淚性和令人不舒服的刺鼻氣味，如果沒有保持空氣流通，會刺激呼吸道和皮膚引發皮炎和蕁麻疹，粘著眼睛。吸入濃度高的溴化苄蒸氣可以引致暫時胸部緊束、支氣管炎和肺水腫。由於有這些特性，常常在戰爭中作為氣體武器。

## 性質

### 物理性質
常溫下為無色液體並揮發，溶于大多数有机溶剂，在水中慢慢水解为苯甲醇和溴化氢。折射率略高於琥珀，密度低於鎂。

### 化學性質

#### 親核取代反應
DABCO與溴化苄可在充分過量的DABCO存在下發生親核取代,使DABCO这种叔胺转化成季铵盐，这是门秀金反应的一个典型例子。通過測定用不同濃度DABCO作起始原料時反應液的電導率變化情況，並用 Guggenheim法 （页面存档备份，存于） 分析，得知反應對DABCO的級數。

#### 與甲醛次硫酸氫鈉反應
與甲醛次硫酸氫鈉作用，發生 S-烷基化生成碸：
{\displaystyle {\rm {\ NaHOCH_{2}SO_{2}+2C_{6}H_{5}CH_{2}Br\rightarrow [C_{6}H_{5}CH_{2}]_{2}SO_{2}+NaBr}}}{\displaystyle {\rm {\ +CH_{2}O+HBr}}}
也可發生 O-烷基化，得到亞磺酸酯。

#### 有機合成
溴化苄可用于有機合成中的保护基反应，如保护醇羟基形成醚，保护羧基形成酯键。
ROH  +  C6H5CH2Br  +  R'3N  →  ROCH2C6H5  +  R'3N•HBr
RCOOH  +  C6H5CH2Br  +  R'3N  →  RCOOCH2C6H5  +  R'3N•HBr

## 製備
苄基溴可以通过自由基卤代反应制备，如甲苯和溴素反应：
溴化苄也可通过Wohl–Ziegler溴化反應制备，但N-溴代丁二醯亞胺无法直接与甲苯反应，必须在催化剂如过氧化物的作用下，才可得到64%产量的溴化苄。。

## 用途
在有機合成中用於保護如醇和羧酸等化合物当中的羥基。也可用作發泡劑和防腐劑。